# Henry Cheever Pratt
Pour les articles homonymes, voir Pratt.
Henry Cheever Pratt, né le 13 juin 1803 et mort le 27 novembre 1880, est un artiste et explorateur américain. Il vit à Boston, Massachusetts,.

## Biographie

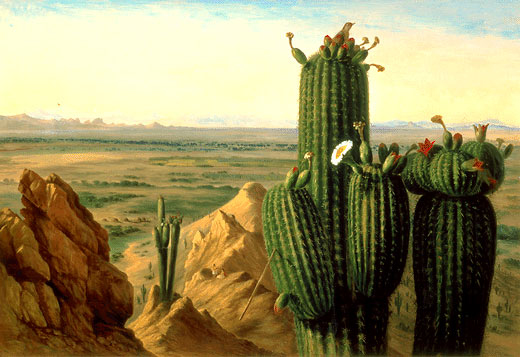
Vue depuis la montagne Maricopa près du Rio Gila, 1855

Henry Cheever Pratt naît le 13 juin 1803 à Orford, dans le New Hampshire. Il est formé par Samuel FB Morse,.
En 1825 il ouvre son propre atelier à Boston.
Pratt peint des paysages du Maine lors de voyages de peinture avec Thomas Cole et du sud-ouest américain au cours de ses expéditions d'arpentage. A Personal Narrative of Explorations and Incidents in Texas, New Mexico, California, Sonora and Chihuahua (2 volumes., 1854) de John Russell Bartlett contient 30 illustrations de Pratt. 
Parmi les peintures de Pratt, on peut citer View of West's Ranch à Smith (1852), maintenant propriété du Texas Memorial Museum de l'Université du Texas. D'autres peintures font partie des collections de la Brown University et du musée Amon Carter à Fort Worth, au Texas
Henry Cheever Pratt peint également des portraits. Au cours de sa carrière, les sujets de portrait inclus : 
- Josefa Anchondo
- John Russell Bartlett (1852)
- Henry Gardner Bridges
- Adeline Burr Ellery [9]
- Nicholas Emery (en)
- Isaac Ilsley
- Adoniram Judson[Lequel ?]
- Marquis de Lafayette
- James Wiley Magoffin [10] (1852)
- Benjamin Pierce[Lequel ?]
- Martha C. Dickinson Pooke

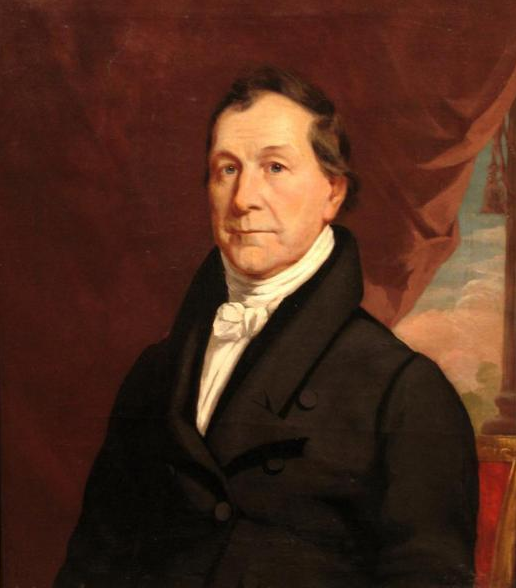
Isaac Ilsley, 1826

- Elizabeth Trull (1831), probablement l'une des petites-filles du capitaine John Trull
- William Johnson Walker
- Russell Warren
- John B. Wheeler

## Galerie

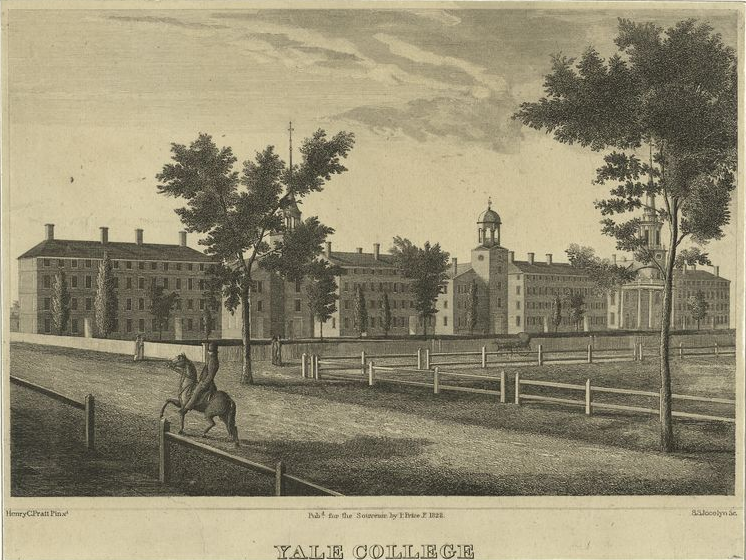
Yale College, 1828. Dessiné par Pratt, gravé par SS Jocelyn
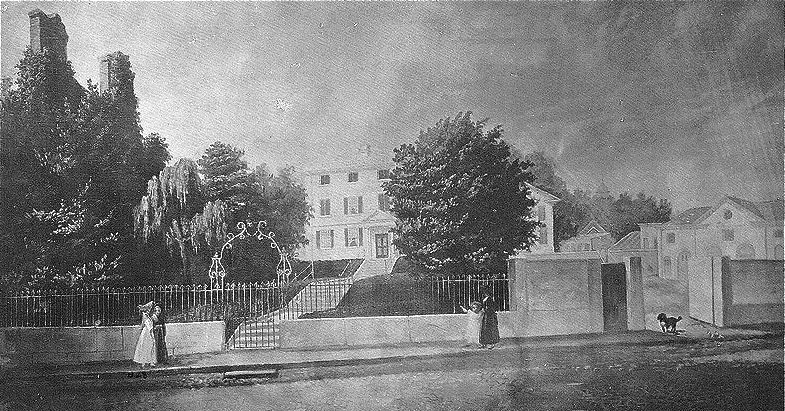
Maison de Gardiner Greene, Pemberton Hill, Boston, 1843
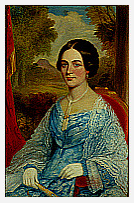
Josefa Anchondo, 1852
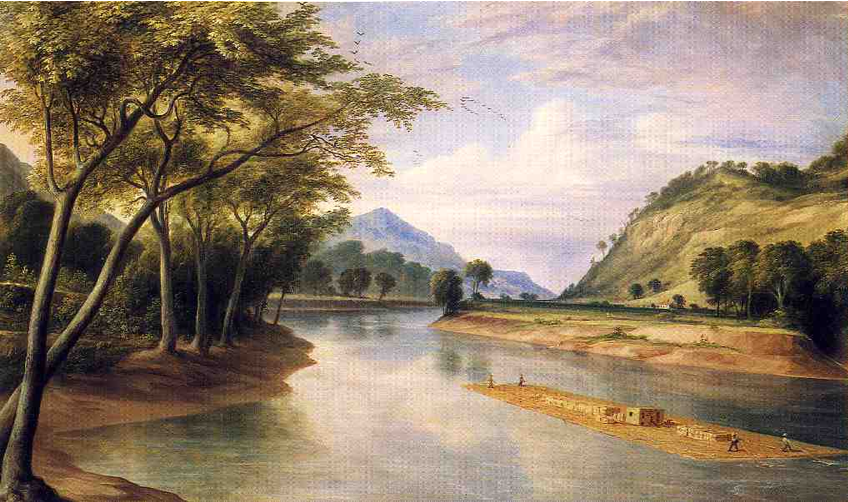
Rivière Ohio près de Marietta, 1855
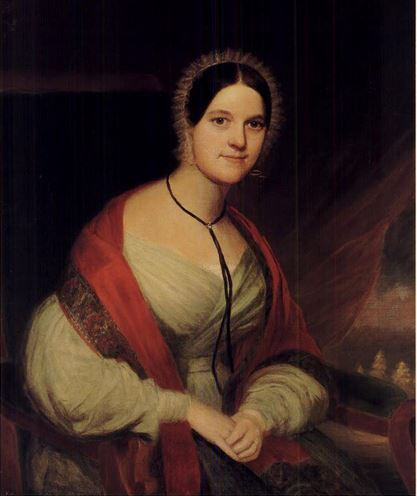
Adeline Burr Ellery